# La Rotonda

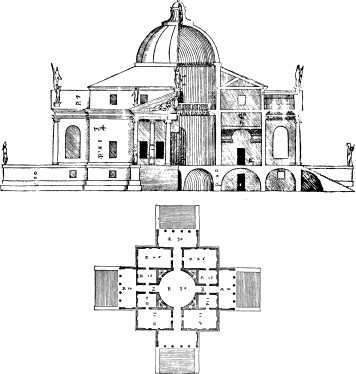
La Rotonda, plány

Villa Rotonda či La Rotonda, také Villa Capra nebo Villa Almerico, je renesanční vila asi 2 km jihovýchodně od severoitalského města Vicenza. Byla postavena v letech 1566–1571 podle plánů architekta Andrey Palladia, který se zde výrazně inspiroval architekturou starověkého Říma. La Rotonda patří k nejcitovanějším stavbám v dějinách architektury. Od roku 1994 je zapsána na seznamu Světového dědictví.

## Popis
Patrová vila stojí na malém návrší uprostřed sadu a má čtvercový, přísně symetrický půdorys o rozměrech 24x24 m. Všechna čtyři průčelí jsou shodná, s portiky a terasami, odkud vedou monumentální schodiště do zahrady. Uprostřed je kruhový sál, který sahá přes obě poschodí a je otevřen do centrální kupole, která sahá do výšky asi 23 m nad terasami. Všude se uplatňuje jednoduchá výzdoba v antickém stylu (v upraveném jónském slohu). Palladio své plány uveřejnil a schéma vily bylo mnohokrát napodobeno po celé Evropě.
Vila je přístupná návštěvníkům, interiér však jen jednou týdně.